# ツノナガヌマエビ
ツノナガヌマエビ（C.grandirostris）は、ヌマエビ科に分類される淡水性のエビの一種。

## 分布
千葉県、薩摩半島、種子島、屋久島、沖縄島、渡嘉敷島、石垣島、西表島に分布する。現在のところ、日本国外からの記録はない。

## 形態
頭胸甲長7 mm、体長35 mm程度。額長の長さは触角鱗をはるかに超え、先端は上方へ湾曲する。これが和名の由来。その上縁には14 - 22本の歯があり、そのうち1 - 3本の歯が頭胸甲上にある。さらに先端付近に1 - 2本の歯がある。下縁には8 - 21本の歯がある。触角上棘はあるが、前側角に棘はない。第1胸脚腕節はハサミより短く、その長さは前縁幅の2.4 - 2.5倍で、前縁は少しくぼむ。第2胸脚腕節の長さは、ハサミより長く、腕節は長節より長い。また、他のヒメヌマエビ属同様、第3胸脚指節には5 - 7本の棘がある。第6腹節腹側肛門の前方に小棘がある。雄の第1腹肢内肢の先端近くに長く伸びた内肢突起がある。体色は半透明で、腹節背面に白色、赤色の横帯や正中線上に白い縦帯がある個体がいる。

## 生態
河川の下流から中流に生息する。抱卵期は4 - 11月で、直径0.41 - 0.44 mmの卵を、500 - 3000個産む。両側回遊型。小卵多産型。